# Хорошие
Хоро́шие (бел. Харошыя) — деревня в составе Глушанского сельсовета Бобруйского района Могилёвской области Республики Беларусь.

## История
В 1935 году значиться как Хутор Хороши на картах Рабоче-Крестьянской Красной Армии.
До 20 ноября 2013 года входила в состав Гороховского сельсовета.

## Население
- 2010 год — 9 человек